# Селеткан (село)
Селетка́н — село в Шимановском районе Амурской области, Россия.
Административный центр Селетканского сельсовета.

## География
Село Селеткан стоит на правом берегу реки Большая Пёра.
Село Селеткан расположено в 16 км к юго-востоку от города Шимановск, на Транссибе.
На юго-восток от села Селеткан идёт дорога к станции Джатва.

## История
Село основано в 1912 г. при строительстве Средне-Амурской железной дороги.

## Топонимика
Название с эвенкийского от селит — горный поток, развал; кан - уменьшительный суффикс; селета — «речной поток»; сэлэ — «железо», «железная». Название показывает наличие железных руд в недрах близ лежащей местности.

## Население
| 2002 | 2010 | 2012 | 2013 | 2014 | 2015 | 2016 |
| ---- | ---- | ---- | ---- | ---- | ---- | ---- |
| 285  | ↘279 | ↘277 | ↗282 | ↗285 | ↗288 | ↗290 |
| 2017 | 2018 |      |      |      |      |      |
| ↘280 | ↘278 |      |      |      |      |      |

## Инфраструктура
- Станция Селеткан Забайкальской железной дороги.